# Matthieu Epolo
 (octobre 2024).
La mise en forme du texte ne suit pas les recommandations de Wikipédia : il faut le « wikifier ».
Les points d'amélioration suivants sont les cas les plus fréquents. Le détail des points à revoir est peut-être précisé sur la page de discussion.
- Les titres sont pré-formatés par le logiciel. Ils ne sont ni en capitales, ni en gras.
- Le texte ne doit pas être écrit en capitales (les noms de famille non plus), ni en gras, ni en italique, ni en « petit »…
- Le gras n'est utilisé que pour surligner le titre de l'article dans l'introduction, une seule fois.
- L'italique est rarement utilisé : mots en langue étrangère, titres d'œuvres, noms de bateaux, etc.
- Les citations ne sont pas en italique mais en corps de texte normal. Elles sont entourées par des guillemets français : « et ».
- Les listes à puces sont à éviter, des paragraphes rédigés étant largement préférés. Les tableaux sont à réserver à la présentation de données structurées (résultats, etc.).
- Les appels de note de bas de page (petits chiffres en exposant, introduits par l'outil «  Source ») sont à placer entre la fin de phrase et le point final[comme ça].
- Les liens internes (vers d'autres articles de Wikipédia) sont à choisir avec parcimonie. Créez des liens vers des articles approfondissant le sujet. Les termes génériques sans rapport avec le sujet sont à éviter, ainsi que les répétitions de liens vers un même terme.
- Les liens externes sont à placer uniquement dans une section « Liens externes », à la fin de l'article. Ces liens sont à choisir avec parcimonie suivant les règles définies. Si un lien sert de source à l'article, son insertion dans le texte est à faire par les notes de bas de page.
- La présentation des références doit suivre les conventions bibliographiques. Il est recommandé d'utiliser les modèles {{Ouvrage}}, {{Chapitre}}, {{Article}}, {{Lien web}} et/ou {{Bibliographie}}. Le mode d'édition visuel peut mettre en forme automatiquement les références.
- Insérer une infobox (cadre d'informations à droite) n'est pas obligatoire pour parachever la mise en page.

Pour une aide détaillée, merci de consulter Aide:Wikification.
Si vous pensez que ces points ont été résolus, vous pouvez retirer ce bandeau et améliorer la mise en forme d'un autre article.
Matthieu Epolo, né le 15 janvier 2005 à Bruxelles en Belgique, est un footballeur belge qui joue au poste de gardien de but au Standard de Liège.
Il s'est fait connaître du public international pour avoir conservé ses cages inviolées à six reprises lors de ses huit premiers matchs de la saison 2024-25 de la Pro League belge, faisant de lui le gardien de but le plus performant en matière de blanchissages dans les 20 meilleures ligues européennes,,.

## Biographie

### En club
Matthieu Epolo a commencé à jouer au football au KVK Wemmel puis au FC Brussels. Il est passé par l'académie des jeunes du RSC Anderlecht, avant de rejoindre le Standard de Liège à l'âge de 14 ans en juin 2019.

#### Standard de Liège
Il fait ses débuts professionnels le 26 août 2022 sous le maillot du SL16 FC, la nouvelle équipe réserve du Standard qui évolue en Challenger Pro League, en deuxième division pour la saison 2022-2023. Il débute le troisième match de la saison du SL16 contre le FCV Dender EH, et partage finalement le temps de jeu avec l'autre gardien principal du SL16, Tom Poitoux, qui joue 19 matchs contre 18 pour Epolo. Le 25 janvier 2023, peu après son 18e anniversaire et alors qu'il est le troisième gardien de but de l'équipe première, Epolo prolonge son contrat.
Epolo est promu en équipe première pour la saison 2023-2024 de la Pro League belge et joue les cinq derniers matchs de la campagne du Standard, en raison à la fois de spéculations sur un transfert et d'une blessure du gardien de but numéro un, Arnaud Bodart. Il fait ses débuts en championnat le 27 avril 2024 contre Saint-Trond, promu par l'entraîneur Ivan Leko, alors que des rumeurs annonçaient que le gardien de but habituel Bodart partirait à la fin de la saison,.
Il obtient un match nul, un but partout, à domicile contre Saint-Trond lors de ses débuts, avec Mattéo Godfroid, 20 ans, sur le banc car Bodart est blessé, selon Leko. Moins de 10 000 fans assistent à ses débuts au stade Maurice Dufrasne en raison d'un boycott des propriétaires américains du club, 777 Partners, une situation que Epolo juge compréhensible. Leko déclare qu'Epolo sera titulaire pour les matchs restants de la saison.
D'autres rumeurs de transfert voient Bodart écarté de l'équipe première au début de la saison suivante, Epolo commençant comme gardien de but titulaire régulier à l'âge de 19 ans. Epolo garde sa cage inviolée lors des trois premiers matchs du Standard de la saison face à Genk, contre le Club de Bruges et Malines pour leur permettre de démarrer la saison sans défaite.
Epolo garde sa cage inviolée six fois lors de ses huit premiers matchs de championnat de la saison, le Standard ne concédant que trois buts au cours de cette période et inscrivant quatre buts pour grimper dans la première moitié du tableau. Cette série de « clean sheets » en début de saison place Epolo en tête du tableau officiel des cages inviolées de la Pro League belge, avec le
meilleur bilan des 20 meilleures ligues européennes classées, inspirant le Standard au meilleur bilan défensif de division 1A. Il termine le championnat 2024-2025 avec 10 clean sheets en 26 matches joués, le classant à la sixième place de ce classement spécifique.

### En sélections nationales
Matthieu Epolo est appelé dans l'équipe belge des moins de 17 ans pour le Championnat d'Europe des moins de 17 ans 2022 en Israël, lors duquel il dispute les trois matchs menant à une élimination en phase de groupes.